# تماضر بنت منظور
أم خبيب تماضر بنت منظور بن زبان الفزارية الغطفانية هي زوجة الصحابي والخليفة عبد الله بن الزبير وأم أبنائه: خبيب بن عبد الله، وحمزة بن عبد الله، وعباد بن عبد الله، وثابت بن عبد الله، ورقية بنت عبد الله. قال سبط ابن الجوزي: «فولد عبد الله بن الزبير: خُبيباً لا عقب له، وحمزة، وعباداً، وثابتاً، وأمهم تماضر بنت منظور بن زبان الفزاري».

## نسبها
- هي تماضر بنت منظور بن زبان بن سيار بن عمرو بن جابر بن عقيل بن هلال بن مازن بن فزارة بن ذبيان بن بغيض بن ريث بن غطفان بن سعد بن قيس عيلان بن مضر الفزارية الغطفانية وتُكنى بأم خبيب.[3]
- أمها هي مليكة بنت سنان بن أبي حارثة بن مرة بن نشبة بن غيظ بن مرة بن عوف بن سعد بن ذبيان بن بغيض بن ريث بن غطفان.